# Иван Петров (офицер)
Вижте пояснителната страница за други личности с името Иван Петров.
Иван Ангелов Петров е български офицер, генерал-майор от пехотата, офицер от Сръбско-българската война (1885), командир на 2-ри пехотен искърски полк през Балканската война (1912 – 1913), началник на 10-а пехотна беломорска дивизия по време на Първата световна война (1915 – 1918).

## Биография
Иван Петров в роден на 20 февруари 1863 г. в Свищов. На 23 октомври 1882 г. постъпва на военна служба, на 30 август 1885 г. завършва Военното училище в София и е произведен в чин подпоручик.

### Сръбско-българска война (1885)
По време на Сръбско-българската война (1885) е в състава на 8-и пехотен приморски полк и взема участие в Сливнишкото сражение.
През 1887 г. е произведен в чин поручик, през 1890 в чин капитан, на 2 май 1902 г. в чин майор, а на 18 май 1906 в чин подполковник. От 1890 г. е командир на 7-и пехотен резервен полк, от 1903 г. на 12-и резервен полк, от 1909 г. на 15-и ломски полк, от 1911 на 2-ри пехотен искърски полк.

### Балканска война (1912 – 1913)
През Балканската война (1912 – 1913) подполковник Петров командва 2-ри пехотен искърски полк. На 27 януари 1913 г. е произведен в чин полковник.

### Първата световна война (1915 – 1918)
В Първата световна война (1915 – 1918) е назначен за началник на 10-а пехотна беломорска дивизия, която отбранява беломорския бряг. На 20 май 1917 е произведен в чин генерал-майор. Уволнен е от служба на 1 февруари 1919 г.
Генерал-майор Иван Петров умира на 3 март 1923 година в София.

## Военни звания
- Подпоручик (30 август 1885)
- Поручик (1887)
- Капитан (1890)
- Майор (2 май 1902)
- Подполковник (18 май 1906)
- Полковник (27 януари 1913)
- Генерал-майор (20 май 1917)

## Награди
- Орден „За храброст“ III и IV степен, 2-ри клас
- Орден „Св. Александър“ III степен с мечове по средата и V степен без мечове
- Орден „За военна заслуга“ V клас на обикновена лента
- Германски орден „Железен кръст“ II степен